# Magnus Petersson
Magnus Petersson   (Göteborg, 17 de juny de 1975) és un arquer suec, ja retirat, vencedor d'una medalla olímpica.
El 1996 va prendre part en els Jocs Olímpics d'Estiu d'Atlanta, on va disputar dues proves del programa de tir amb arc. En la competició individual guanyà la medalla de plata, mentre en la competició per equips fou sisè. Quatre anys més tard, als Jocs de Sydney, fou quart en la competició individual i sisè en la competició per equips fou sisè. També va participar, sense sort, en els Jocs de 2004 i 2008.
En el seu palmarès també destaca una medalla de plata en el Campionat del Món de 2003 i una d'or en el Campionat d'Europa de 2006.